# Чионой, Чарчай
Чарчай Чионой (англ. Chartchai Chionoi, урождённый: Нарис Чионой, англ. Naris Chionoi) также известный как Чарчай Лимфафа (англ. Chartchai Laemfapha; 10 октября 1942, Бангкок, Таиланд — 21 января 2018) — тайский боксёр-профессионал, выступавший в наилегчайшей весовой категории. Чемпион мира по версии WBA и WBC в наилегчайшем весе.

## Профессиональная карьера
В 1966 году он стал вторым в истории тайцем, после Поне Кингпетч, завоевавшим чемпионский титул. В отличие от большинства тайских бойцов, Чарчай никогда не занимался тайским боевым искусством Муай-Тай.
27 марта 1959 года он стал профессионалом, нокаутировав во втором раунде Сомсака Критсанасувана. Он вел 7-0-1 в своих первых восьми профессиональных боях, и лишь бой с Салой Кампуч окончился ничьей. В своем девятом профессиональном бою он проиграл Сингтонг Пор Тору решением судей в 6 раундах. Пят лет спустя он одержал победу в матче-реванше против Пор Тора.
Он отправился в Японию, где провёл свои 11 боев, 8 из них он выиграл и 3 боя проиграл. После года боев в Японии, он вернулся в родной Таиланд для следующих четырех боев, потерпев единственное поражение от Эрнесто Миранды, которого позже победил в матче-реванше.
22 сентября 1962 года в Кесон-Сити, Филиппины, он встретился в бою с Примо Фамиро за вакантный титул чемпиона OPBF в наилегчайшем весе и одержал победу.  В июле следующего года он проиграл свою первую защиту титула OPBF в наилегчайшем весе решением.
Он одержал победу в 10-раундовом поединке решением судей над чемпионом WBA и WBC в наилегчайшем весе Сальваторе Бурруни.
30 декабря 1966 года он бросил вызов чемпиону мира в наилегчайшем весе Уолтеру Макгоуэну (линейный чемпион, признанный EBU, BBBofC и The Ring). Он одержал победу над ним в 9-м раунде и завоевал свой первый титул чемпиона мира.
10 ноября 1968 года он победил Бернабе Вильякампо и завоевал вакантный титул WBC.
23 февраля 1969 года он проиграл свой титул Эфрену Торресу в матче-реванше. Бой был остановлен в 8-м раунде, потому что левый глаз Чионой заплыл.
В марте 1970 года перед более чем 40 000 своих соотечественников Чионой победил Торреса единогласным решением судей в 15 раундах. Он выиграл со счетами 148–142, 147–144 и 145–141.  Его второе титульное правление было недолгим.
В своей первой защите титула Чионой был нокаутирован Эрбито Салаварриа во втором раунде.
2 января 1973 года Чионой встретился с Масао Оба в очень запоминающейся схватке. Чионой раньше положил Охба на канвасе, но чемпион отскочил и остановил Чионоя в 12-м раунде. Несмотря на проигрыш, Чиноной продемонстрировал невероятную выносливость и силу. В 12-м раунде он все же упал под длинной атакой японца, но сразу встал и пошёл на соперника. Потом был еще один нокдаун и остановка боя. Масао Обе одержал тяжёлую победу.
Через 22 дня после победного поединка японский чемпион попадет в смертельную аварию. В результате в мае 1973 года в поединке за вакантный титул Чионой оказался в паре с Фрицем Черветом. Он нокаутировал Червета в 5-м раунде и завоевал свой третий чемпиона мира в наилегчайшем весе.
За этим последовали две успешные защиты своего титула WBA в наилегчайшем весе, прежде чем Чионой проиграл его в октябре 1974 года.
Потеряв свой третий титул чемпиона мира, Чионой победил в десяти раундах Уилли Асунсьон, а затем проиграл нокаутом Родольфо Фрэнсису в августе 1975 года. После этого поражения он ушел из бокса.

## Последние годы и смерть
У него была болезнь Паркинсона, в том числе паралич.
Он скончался 21 января 2018 года в возрасте 75 лет.

## Результаты боёв
| Бой | Дата | Соперник | Судьи | Место боя | Раундов | Результат | Дополнительно |
| --- | ---- | -------- | ----- | --------- | ------- | --------- | ------------- |
|     |      |          |       |           |         |           |               |
| Бой | Дата | Соперник | Судьи | Место боя | Раундов | Результат | Дополнительно |